# Cladochaeta paradoxa
Cladochaeta paradoxa är en tvåvingeart som först beskrevs av Lamb 1918.  Cladochaeta paradoxa ingår i släktet Cladochaeta och familjen daggflugor. Inga underarter finns listade i Catalogue of Life.